# 2015 في سوريا
فيما يلي قوائم الأحداث التي وقعت خلال عام 2015 في سوريا.

## أحداث
- 1 مايو – هجوم تل أبيض
- 2 يوليو – هجوم حلب
- 13 مايو – هجوم تدمر
- 18 يناير – سقوط طائرة أنتونوف أن-26 السورية 2015

## أفلام
من الأفلام التي صدرت هذه السنة في سوريا:
- 1 يناير – الرابعة بتوقيت الفردوس

## وفيات

### يناير
- 1 يناير – باسل خرطبيل (مواليد 1981) مطور برمجي فلسطيني سوري كان يعمل في مجال المصادر المفتوحة.
- 1 يناير – عمر حمدي (مواليد 1951) فنان سوري.
- 1 يناير – محمد ناصيف خيربك (مواليد 1937)

### أبريل
- 24 أبريل – رستم غزالة (مواليد 1953) عسكري سوري.
- 28 أبريل – خير الله عصار (مواليد 1935) أكاديمي وأديب وناقد جزائري من أصل سوري.

### يونيو
- 6 يونيو – فراس السيد (مواليد 1981)
- 26 يونيو – محمد بن نبهان المصري (مواليد 1944)

### أغسطس
- 8 أغسطس – وهبة الزحيلي (مواليد 1932) أستاذ جامعي سوري.[1]
- 18 أغسطس – خالد الأسعد (مواليد 1932)[2]

### سبتمبر
- 2 سبتمبر – وفاة آلان الكردي (مواليد 2012)

### ديسمبر
- 25 ديسمبر – زهران علوش (مواليد 1970) إرهابي.